# Branchville (Nueva Jersey)
Branchville es un borough ubicado en el condado de Sussex en el estado estadounidense de Nueva Jersey. En el año 2010 tenía una población de 841 habitantes y una densidad poblacional de 560 personas por km².

## Geografía
Branchville se encuentra ubicado en las coordenadas 41°8′48″N 74°44′57″O / 41.14667, -74.74917.

## Demografía
Según la Oficina del Censo en 2000 los ingresos medios por hogar en la localidad eran de $45,855 y los ingresos medios por familia eran $60,909. Los hombres tenían unos ingresos medios de $36,250 frente a los $27,159 para las mujeres. La renta per cápita para la localidad era de $22,748. Alrededor del 4.4% de la población estaba por debajo del umbral de pobreza.